# Núcleo rojo
El núcleo rojo es una estructura situada en la parte rostral (superior) del mesencéfalo y está en relación con la coordinación motriz. Tiene dos porciones, una inferior magnocelular y otra superior parvocelular. Se encuentra dorsal a la sustancia negra, formando ambas estructuras parte de los núcleos de la base.

## Desarrollo
Las neuronas que conforman el núcleo rojo provienen de neuroblastos en el mesencéfalo primitivo. Estos neuroblastos originalmente forman parte de la placa alar, y luego emigran hacia anterior para formar el núcleo rojo y la sustancia negra.

## Función
En animales que no poseen un tracto corticoespinal importante, el modo de andar viene determinado por el núcleo rojo.
En el ser humano, el núcleo rojo controla fundamentalmente los músculos del hombro y del brazo, pero también tiene cierto control sobre el antebrazo y la mano. Sus funciones motoras son menos importantes en humanos que en otros mamíferos, porque en humanos, el tracto corticoespinal es dominante. Sin embargo el gateo de los bebés es controlado por el núcleo rojo, así como el balanceo de los brazos que realizamos al andar. Aunque el núcleo rojo tiene cierto control sobre las manos, el tracto rubroespinal está más involucrado en el movimiento de grandes músculos como los de los brazos. Sin embargo, el control fino de los dedos no es modificado por el funcionamiento del núcleo rojo, sino que recae sobre el tracto corticoespinal. La mayoría de los axones del núcleo rojo no tienen proyecciones a la médula espinal, pero transmiten información proveniente de la corteza motora al cerebelo.

## Eferencias y aferencias
El núcleo rojo recibe mucha información del cerebelo contralateral (del núcleo interpuesto y de los núcleos cerebelosos laterales) y también de la corteza motora ipsilateral.
La prolongación rubroespinal envía axones eferentes a la mitad contralateral de la formación reticular romboencefálica y a la médula espinal. Estos axones eferentes cruzan ventralmente al núcleo y descienden a través del mesencéfalo a la médula espinal, donde el tracto rubroespinal que forman, va ventralmente al tracto corticoespinal lateral en el funículo lateral. El segundo haz de fibras continúa ipsilateralmente a través del campo tegmental medio hacia la oliva inferior.

## Significado del nombre
Su nombre deriva de un pigmento férrico que está contenido en muchas de sus células, y que in vivo da una apariencia rosácea.

## Imágenes adicionales

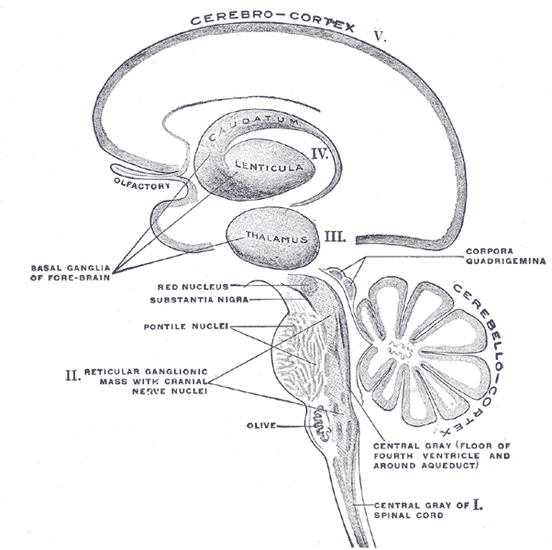
Representación esquemática de las principales estructuras de sustancia gris (de la I a la V).
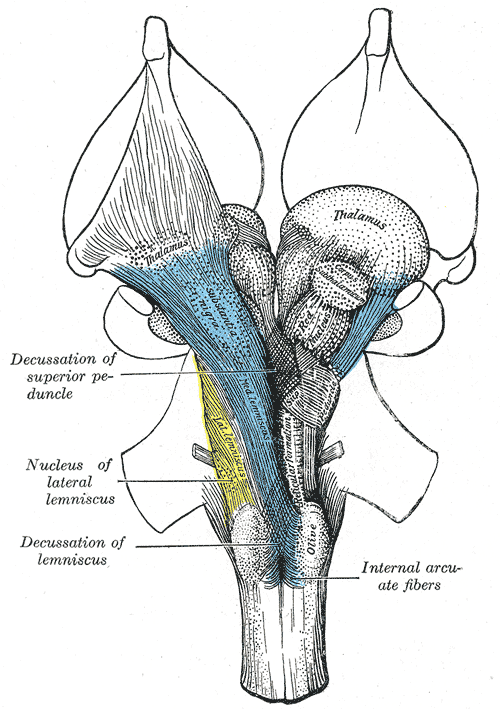
Profunda disección del Tronco encefálico. Vista ventral.
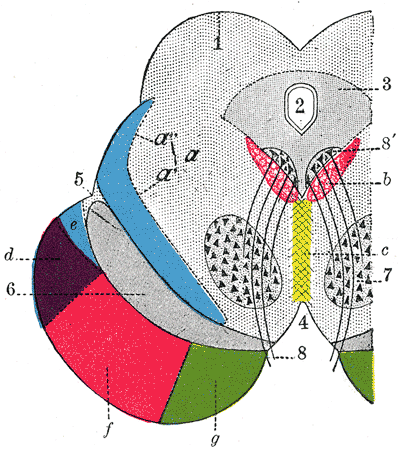
Sección transversal del Mesencéfalo.
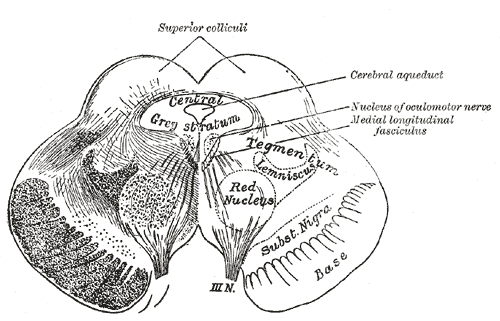
Sección transversal del Mesencéfalo a nivel de los colículos superiores.
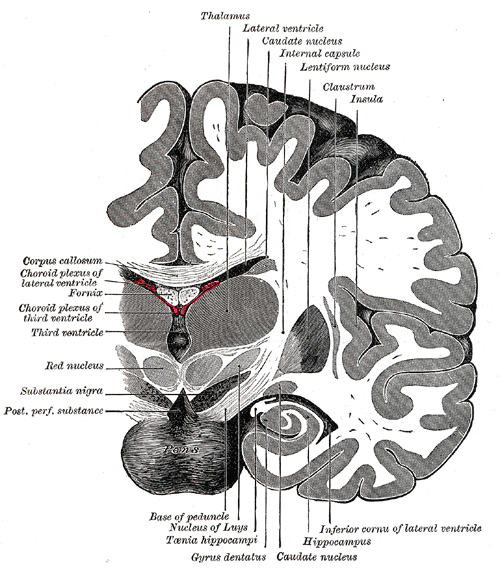
Sección coronal del Cerebro inmediatamente anterior al Puente.
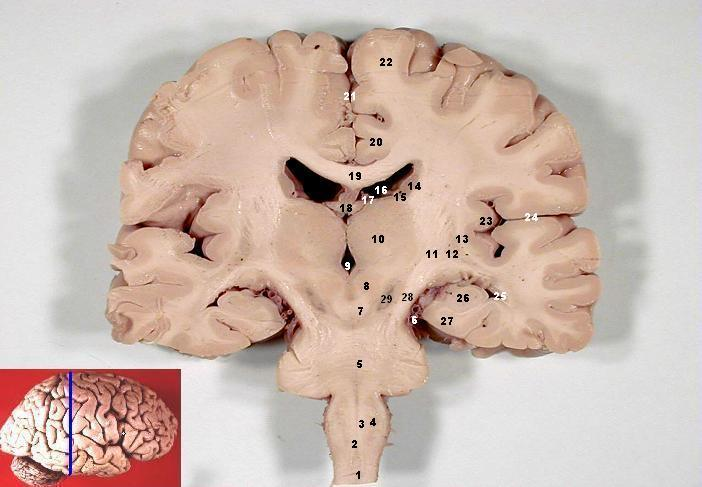
Corte frontal de un cerebro humano.

- Datos: Q1751717
- Multimedia: Red nucleus / Q1751717